# Roger Fayet
Roger Fayet (* 1966 in Affoltern am Albis) ist ein schweizerischer Kunsthistoriker, Museumsleiter und Direktor des Schweizerischen Instituts für Kunstwissenschaft.

## Leben und Wirken
Fayet studierte Philosophie, Kunstgeschichte und deutschsprachige Literatur an der Universität Zürich, wo er 2003 zum Dr. phil. promoviert und 2016 mit Venia Legendi für Kunstgeschichte habilitiert wurde. Von 1994 bis 1999 war er Assistenzkurator am Johann-Jacobs-Museum in Zürich, von 1999 bis 2003 leitete er das Museum Bellerive und die Kunstgewerbesammlung des Museums für Gestaltung, Zürich. Er war von 2003 bis 2010 Direktor des Museums zu Allerheiligen in Schaffhausen. Seit 2001 übernahm er Lehraufträge an der Universität Zürich und der Zürcher Hochschule der Künste (ZHdK). Während mehrerer Jahre wirkte er im Vorstand des Verbandes der Museen der Schweiz (VMS), von 2009 bis 2015 präsidierte er das Schweizerische Nationalkomitee des Internationalen Museumsrates (ICOM). Als Kunsttheoretiker und Kunsthistoriker verfasste er Beiträge zur Ästhetik und Kunst des 20. Jahrhunderts sowie zur Museologie.
Seit 1. September 2010 ist Fayet – als Nachfolger von Hans-Jörg Heusser – Direktor des Schweizerischen Instituts für Kunstwissenschaft in Zürich, seit 2017 unterrichtet er als Privatdozent an der Universität Zürich.

## Schriften

### Monographien
- Reinigungen. Vom Abfall der Moderne zum Kompost der Nachmoderne. Passagen Verlag, Wien 2003, ISBN 978-3-85165-604-6 (Dissertation).
- Die Logik des Museums. Beiträge zur Museologie. Hier und Jetzt, Baden 2015, ISBN 978-3-03919-371-4.
- Ästhetik der Rührung. Erkundungen auf dem Gebiet eines wenig angesehenen Gefühls. Schwabe Verlag, Basel 2023, ISBN 978-3-7965-4813-0.

### Als Herausgeber und Mitautor (Auswahl)
- 70s versus 80s. Möbel, Glas, Keramik [Englische Übersetzung Stefan B. Polter, Thomas Skelton-Robinson], Arnold, Stuttgart 2001, ISBN 3-89790-171-4 (deutsch und englisch).
- Gewaltbilder. Zur Ästhetik der Gewalt, Edition Museum Bellerive, Zürich 2002, ISBN 3-907065-93-X.
- Verlangen nach Reinheit oder Lust auf Schmutz? Gestaltungskonzepte zwischen rein und unrein. Passagen, Wien 2003, ISBN 3-85165-614-8.
- Im Land der Dinge. Museologische Erkundungen, hier + jetzt, Baden, AG 2005, ISBN 3-03919-005-9.
- Der Rheinfall. Strömungen, Tumulte, Reflexionen, hier + jetzt, Baden, AG 2006, ISBN 3-03919-021-0.
- Die Anatomie des Bösen. Ein Schnitt durch Körper, Moral und Geschichte, hier + jetzt, Baden, AG 2008, ISBN 978-3-03919-093-5.
- Museumsethik. Aktuelle Probleme in der Debatte, Akten der Jahrestagung 2011 von ICOM Schweiz und VMS, hrsg. gemeinsam mit David Vuillaume, ICOM, Zürich 2013, http://www.museums.ch/assets/ebooks/ICOM_Jahresakten/index.html.

### Aufsätze (Auswahl)
- Moderne Reinigung, postmoderne Kompostierung. Über ein abfalltheoretisches Modell und die eigentlichen Signaturen zweier Zeitalter, in: Roger Fayet (Hg.): Verlangen nach Reinheit oder Lust auf Schmutz? Gestaltungskonzepte zwischen rein und unrein, Passagen Verlag, Wien 2003, S. 15–40.
- Die Rückkehr des Abfalls. Recycling im Design, in: Kunstforum International 2003, Heft 167: Theorien des Abfalls, S. 96–105 [zus. m. Peter Stohler].
- „Ob ich nun spreche oder schweige“. Wie das Museum seine Dinge mit Bedeutung versieht, in: Roger Fayet (Hg.): Im Land der Dinge. Museologische Erkundungen, Verlag hier+jetzt, Baden 2005, S. 11–32.
- Ästhetik der Entfesselung. Der Rheinfall und die Kunst, in: Roger Fayet (Hg.): Der Rheinfall. Strömungen, Tumulte, Reflexionen, Verlag hier+jetzt, Baden 2006, S. 196–247.
- Das Vokabular der Dinge, in: Österreichische Zeitschrift für Geschichtswissenschaften 18 (2007), Heft 1: Historische Wirklichkeitskonstruktion und künstlerische Gestaltung im Museum, S. 7–31.
- Vom ‚Nirwana der Reinheit‘ zur Fäkaliendose. Un/reinheit und Post/moderne, in: Angelika Malinar, Martin Vöhler (Hg.): Un/Reinheit. Konzepte und Praktiken im Kulturvergleich, Wilhelm Fink Verlag, München 2009, S. 251–277.
- Der Abfall und das Museum, in: Anselm Wagner (Hg.): Abfallmoderne. Zu den Schmutzrändern der Kultur, LIT Verlag, Stuttgart 2010, S. 199–213.
- Georg Schmidt und die Frage der künstlerischen Werte, in: RIHA Journal, Nr. 97 (26. September 2014), http://nbn-resolving.de/urn:nbn:de:101:1-2014103015788.
- Deutungsabstinenz als Programm. Die Neuhängung der Tate Britain, in: Peter Schneemann (Hg.): Paradigmen der Kunstbetrachtung. Aktuelle Positionen der Rezeptionsästhetik und Museumspädagogik, Verlag Peter Lang, Bern 2015, S. 195–206.

## Kuratierte Ausstellungen (Auswahl)
- 2001 Unter Wasser. Kunst im Submarinen, Museum Bellerive, Zürich.
- 2002 GewaltBilder, Museum Bellerive, Zürich, und MuseumsQuartier, Wien.
- 2008 Die Anatomie des Bösen. Ein Schnitt durch Körper, Moral und Geschichte, Museum zu Allerheiligen, Schaffhausen.
- 2009 Das Lob der Torheit. Versuch einer Ausstellung nach Erasmus von Rotterdam, Museum zu Allerheiligen, Schaffhausen.